# 1 − 2 + 3 − 4 + · · ·
Inden for matematikken er 1 − 2 + 3 − 4 + … den uendelige række hvis led er de positive heltal i stigende rækkefølge, med skiftende fortegn. Summen af de m første led i rækken skrives som
{\displaystyle \sum _{n=1}^{m}n(-1)^{n-1}.}
Summen divergerer i den forstand at den ikke nærmer sig noget tal. Man kan derfor sige at 1 − 2 + 3 − 4 + · · · ikke har nogen sum.
På trods af dette skrev Leonhard Euler i midten af 1700-tallet en ligning han indrømmede var et paradoks:
{\displaystyle 1-2+3-4+\cdots ={\frac {1}{4}}.}
I 1890 begyndte Ernesto Cesàro, Émile Borel og andre at undersøge om man kan udregne en sum af en divergerende række blandt andet ved at kigge på Eulers beregninger. Mange af disse summeringsmetoder gav som resultat at 1 − 2 + 3 − 4 + … har en "sum" på 1/4.
| Matematik | Spire Denne artikel om matematik er en spire som bør udbygges. Du er velkommen til at hjælpe Wikipedia ved at udvide den. |